# El cerrajero
El cerrajero es una película de comedia romántica y fantasía argentina de 2014 dirigida y escrita por Natalia Smirnoff. Narra la historia de un cerrajero que tiene repentinamente visiones sobre la vida de sus clientes y no sabe cómo controlar este poder que adquirió misteriosamente. Está protagonizada por Esteban Lamothe, Érica Rivas y Yosiria Huaripata. La película se estrenó mundialmente el 21 de enero de 2014 en el Festival de Cine de Sundance, mientras que su estreno comercial fue el 25 de septiembre de 2014 en las salas de cines de Argentina.

## Sinopsis
La trama sigue a Sebastián, un cerrajero que le cuesta mantener relaciones afectivas a largo plazo, sin embargo, un día Mónica, una de sus parejas esporádicas le revela que está embarazada y que el padre del bebé podría ser él. A partir de esta noticia, Sebastián comienza a desarrollar un extraño don que le permite tener visiones sobre sus clientes, lo cual interpreta como una maldición hasta que un día aparece Daisy, una joven peruana que parece ser que comprende lo que le está sucediendo y lo ayudará en ese proceso, donde se descubrirá personalmente.

## Elenco
- Esteban Lamothe como Sebastián
- Érica Rivas como Mónica
- Yosiria Huaripata como Daisy
- Sergio Boris como José
- Santiago Gobernori como Agustín
- Luis Ziembrowski como Juan
- Germán de Silva como Manuel
- María Onetto como Fabiana
- Arturo Goetz como Mario
- Nahuel Mutti como Pablo
- Esteban Smirnoff como Pedro
- Hans Geraghty como Sergio
- Ulises Franov como Andrés
- Pacho Geraghty como Gabriel
- Armenia Martínez como Susana
- Claudia Cantero como Mabel
- Javier Niklison como Luis

## Recepción

### Comentarios de la crítica
La película recibió críticas positivas por parte de la prensa. Gaspar Zimerman de Clarín expresó que «los pilares de la película son los personajes femeninos y las actrices que los encarnan; por un lado, la peruana Yosiria Huaripata, toda una revelación, que construye una criatura creíble, cálida, tierna, y por el otro, Érica Rivas, la actriz del momento, que da muestras de su versatilidad igualmente eficaz». Adolfo C. Martínez de La Nación calificó al filme como «bueno» y los describió «como un retrato pleno de ternura y de emoción, sobre todo en las figuras de su protagonista y de Daisy».
En una reseña para Ámbito Financiero, Paraná Sendrós escribió que en comparación con su primera película Rompecabezas (2009), Smirnoff mantiene «el medio tono, el nivel de actuaciones, la precisión, y la sencillez sólo aparente», mientras que la actriz peruana Yosiria Huaripata ofrece una actuación llena de «inocencia y vitalidad, siendo una revelación». Juan Pablo Cinelli de Página 12 destacó que «Smirnoff vuelve a mostrar capacidad para encontrar lo extraordinario en lo cotidiano y expresarlo con precisión, elegancia y austeridad narrativa».

### Premios y nominaciones
| Lista de premios y nominaciones | Lista de premios y nominaciones             | Lista de premios y nominaciones             | Lista de premios y nominaciones | Lista de premios y nominaciones | Lista de premios y nominaciones |
| Año                             | Organización                                | Categoría                                   | Nominado/a(s)                   | Resultado                       | Ref(s)                          |
| ------------------------------- | ------------------------------------------- | ------------------------------------------- | ------------------------------- | ------------------------------- | ------------------------------- |
| 2014                            | Festival de Cine de Sundance                | Competencia internacional de cine dramático | El cerrajero                    | Participación                   | [ 10 ]                          |
| 2014                            | Festival Internacional de Cine de Friburgo  | Competencia oficial                         | El cerrajero                    | Participación                   | [ 11 ]                          |
| 2014                            | Premios Sur                                 | Mejor actriz revelación                     | Yosiria Huaripata               | Nominada                        | [ 12 ]                          |
| 2014                            | Festival Internacional de Cine de La Habana | Mejor dirección de arte                     | María Eugenia Sueiro            | Ganadora                        | [ 13 ]                          |
| 2015                            | Premios Cóndor de Plata                     | Mejor actor                                 | Esteban Lamothe                 | Nominado                        | [ 14 ]                          |
| 2015                            | Premios Cóndor de Plata                     | Revelación femenina                         | Yosiria Huaripata               | Nominada                        | [ 14 ]                          |